# تاريخ ماليزيا الاقتصادي
منذ اتفاقية ماليزيا عام 1963 والاقتصاد الماليزي يبلي أداءً ممتازًا في آسيا. نما إجمالي الناتج المحلي الحقيقي بمتوسط قدره 6.5% من عام 1957 حتى عام 2005. بلغ الأداء ذروته في أوائل ثمانينيات القرن العشرين وصولًا إلى تسعينيات القرن العشرين فشهد الاقتصاد نموًا سريعا وثابتا بمتوسط يقارب 8% سنويًا. لعبت المستويات العالية من الاستثمار المحلي الخاص والأجنبي دورًا بارزًا في تنوع الاقتصاد وحداثته. وحالما اعتمدت ماليزيا بشكل كبير على المنتجات الأولية مثل المطاط والقصدير أصبحت في يومنا هذا بلدًا ذو دخل فوق المتوسط باقتصاد متعدد القطاعات يعتمد على الخدمات والتصنيع. تعتبر ماليزيا واحدة من أكبر مصدري أشباه الموصلات على صعيد العالم بالإضافة إلى الأجهزة والأدوات الكهربائية وألواح الطاقة الشمسية ومنتجات تكنولوجيا المعلومات والاتصالات.

## النشأة والتاريخ الاستعماري
لطالما كانت شبه جزيرة ملايو مركزا للتجارة على مدى عصور. كانت عدة مواد تُباع بنشاط مثل البورسلان والبهارات حتى قبل ارتقاء ملقا وسنغافورة إلى مستوى الأهمية. سيطرت سلطنة ملقا على مضيق ملقا منذ تأسيسه في عام 1402 وحتى تاريخ غزو البرتغال في عام 1511. تحركت كل التجارة التي تجري في المضيق وخصوصًا التوابل من جزيرة سيليبز وجزر مولوكاس تحت حمايتها وعبر أسواقها. وفي القرن السابع عشر، كانت البهارات والبورسلان موجودة في العديد من ولايات ملايو وكانت تجارتها تتم بشكل نشيط. وُجدت مخازن ضخمة من القصدير في ولايات ملايو. وفي وقت لاحق، عندما بدأ البريطانيون السيطرة بكونهم حُكام لملايو، قُدّمت أشجار زيت النخيل والمطاط لأغراض تجارية. أحضرت بريطانيا الصينيين والهنود ليعملوا في المناجم والمزارع وليقدموا خبراتهم المهنية وذلك عوضًا عن الاعتماد على المحليين من ملايو ليكونوا مصدرًا للقوى العاملة. على الرغم من عودة العديد منهم إلى بلدانهم الأصل بعد انتهاء مدة عملهم المتفق عليها، لكن البعض منهم بقي في ماليزيا واستقر بشكل دائم. وضعت هذه السلع الثلاثة بالإضافة إلى غيرها من المواد الخام الاقتصاد الماليزي على وتيرة جيدة بشكل ثابت دخولًا بمنتصف القرن العشرين. ومع اتجاه ملايو نحو الاستقلال، بدأت الحكومة بتنفيذ خطط اقتصادية خمسية بدءًا من خطة ملايو الخمسية الأولى في عام 1955. ومع إنشاء ماليزيا، أُعيدت عنونة الخطط وترقيمها بداية مع خطة ماليزيا الأولى في عام 1965.

## مرحلة ما بعد الاستقلال
كانت التنمية الاقتصادية في ماليزيا هامة، وذلك بالنظر إلى بداياتها المضطربة في أوائل ستينيات القرن العشرين والأقسام العرقية الموروثة من قرون في التنمية الاقتصادية المجزأة. في سبعينيات القرن العشرين، بدأت ماليزيا تقليد اقتصادات النمر الآسيوي الأربعة (كوريا الجنوبية وتايوان ومن ثم مستعمرة التاج البريطاني في هونغ كونغ وسنغافورة) والتزمت بالانتقال من كونها معتمدة على التعدين والزراعة لتصبح اقتصادًا أكثر اعتمادًا على التصنيع. في سبعينيات القرن العشرين، بدأ الاقتصاد المالي المعتمد بشكل رئيس على الزراعة والتعدين ينتقل نحو اقتصاد متعدد القطاعات. قاد الاقتصاد الصناعي نمو ماليزيا منذ ثمانينيات القرن العشرين. لعبت مستويات الاستثمار العالية دورًا بارزًا في هذا الأمر. ومع الاستثمار الياباني، ازدهرت الصناعات الثقيلة وما هي إلا سنوات حتى أصبحت الصادرات الماليزية محرك النمو الرئيس للبلد. حققت ماليزيا بشكل ثابت معدل نمو لإجمالي الناتج المحلي يتجاوز 7% جنبًا إلى جنب مع التضخم القليل في ثمانينيات وتسعينيات القرن العشرين. كان التخطيط المركزي عاملًا هامًا في الاقتصاد الماليزي فكانت نفقات الحكومة تُستخدم لتحفيز الاقتصاد. منذ عام 1955 مع بداية خطة ملايو الخمسية الأولى، استخدمت الحكومة هذه الخطط للتدخل بالاقتصاد من أجل تحقيق أهداف متمثلة بإعادة توزيع الثروة والاستثمار، على سبيل المثال في مشاريع البنى التحتية. كان إرث النظام الاستعماري البريطاني هو تقسيم الماليزيين إلى ثلاث مجموعات وفقًا للعرق. كان الملايو متمركزين في قراهم التقليدية وركزوا بشكل رئيس على الأنشطة الزراعية بينما سيطر الصينيون على التجارة الماليزية. شغل الهنود المتعلمون مواقعًا مهنية بكونهم أطباء ومحامين بينما عمل الأقل يسرًا منهم في المعامل. تطورت الشركات الصينية في ماليزيا بكونها جزءًا من شبكة الخيزران الكبيرة، وهي شبكةً من الشركات الصينية الخارجية التي تعمل في أسواق جنوب شرق آسيا والتي تشترك بروابط ثقافية وأسرية في ما بينها. صاغت لجنة ريد الدستور الماليزي ووضعت بندًا للإجراء الإيجابي المحدود من خلال المادة 153 التي أعطت الملايو امتيازات خاصة مثل 60% من الدخول الجامعي (نسبة). على أية حال، بعد الثالث عشر من مايو عندما وقعت حادثة الشغب العنصري في العاصمة الفيدرالية كوالا لامبور، بدأت الحكومة ببرامج أكثر عدوانية تهدف إلى التأسيس الفعال لطبقة رجال الأعمال الملايو من خلال التدخل المباشر بالاقتصاد بهدف تخفيف الفقر. تم هذا الأمر مع السياسة الاقتصادية الجديدة المثيرة للجدل. كان هدفها الرئيس هو إنهاء ارتباط العرق بالوظيفة الاقتصادية وكانت الخطة الخمسية الأولى للبدء بتنفيذ السياسة الاقتصادية الجديدة هي الخطة الماليزية الثانية. كان نجاح أو فشل الخطة الاقتصادية الجديدة موضوعًا مثيرًا للجدل وذلك على الرغم من سحبها واستبدالها بسياسة التنمية الوطنية.
نما إجمالي الناتج المحلي الحالي للفرد بمقدار 31% في الستينيات وبنسبة 358% في السبعينيات لكنه أثبت عدم استدامته وانحسر النمو بحدة ليصل إلى مقدار 36% في الثمانينيات. عاود ارتفاعه مجددًا ليصل إلى مقدار 59% في التسعينيات وكان الأمر تحت قيادة الصناعات الموجهة نحو الصادرات بشكل رئيسي. وتمت هذه الزيادة بسبب الانتقال من الزراعة التقليدية والاقتصاد المعتمد على الموارد إلى اقتصاد يعتمد على البضائع المصنعة. ومن عام 1988 حتى عام 1996، توسع الاقتصاد الماليزي بنسبة 8% فكان ثاني أسرع اقتصاد بعد الصين ونجم عن الأمر البضائع المصنعة مثل الرقاقات الدقيقة وأشباه الموصلات لتشكل ما يصل إلى حد 80% من الصادرات. تضاعف الدخل الفردي من عام 1990 حتى عام 1996. وفي هذا الوقت، شهدت مشاريع البنى التحتية ازديادًا ضخمًا.  نظرت بلدان أخرى إلى ماليزيا كونها مثالًا للإصلاح الاقتصادي في ذاك الوقت. تراجع مستوى الفقر في ماليزيا بشكل ملحوظ على مر السنين. على أية حال، تساءل النقاد بخصوص الهبوط المتدهور وأشاروا إلى أن خط الفقر قد سُحب على مستوى منخفض بشكل لا يعقل. أدى الازدهار الاقتصادي السريع إلى العديد من مشاكل الإمدادات. نجم عن قلة القوى العاملة في وقت قصير تدفقًا لملايين العمال الأجانب وقدِم العديد منهم بشكل غير قانوني. بدأت الشركات العامة المحدودة الغنية واتحادات المصارف المتلهفة للاستفادة من التنمية السريعة والمتزايدة تقوم بمشاريع بنى تحتية كبيرة.

## الأزمة المالية الآسيوية والتعافي
كانت الأزمة المالية الآسيوية واحدة من أبرز الأحداث في تاريخ الاقتصاد الماليزي، وتسببت بتقلص إجمالي الناتج المحلي في ماليزيا من 100.8 مليار دولار أميركي في عام 1996 إلى 72.2 مليار دولار أميركي في عام 1998. لم يتعافى إجمالي الناتج المحلي للاقتصاد الماليزي إلى مستوياته في عام 1996 حتى عام 2003. شهد عام 1997 تغيرات جذرية في ماليزيا. كان هناك بيع تضاربي على المكشوف لعملة ماليزيا، الرينغيت. انخفض الاستثمار الأجنبي المباشر إلى معدل منذر بالخطر ومع تدفق رأس المال خارج البلد هبطت قيمة الرينغيت  من 2.50 رينغيت ماليزي مقابل كل دولار أميركي إلى 4.80 رينغيت ماليزي مقابل كل دولار أميركي. انخفض مؤشر مركب سوق بورصة كوالالمبور تقريبًا من 1300 إلى ما يقارب 400 نقطة فقط خلال بضعة أسابيع قليلة.